# NOL12
NOL12‏ (Nucleolar protein 12) هوَ بروتين يُشَفر بواسطة جين NOL12 في الإنسان.